# اثرزمين كالياب (مقاطعة دورة)
اثرزمين كالياب (بالفارسية: اثرزمین کالیاب) هي مستوطنة تقع في قسم ويسيان الريفي (مقاطعة دورة) في إيران. يقدر عدد سكانها بـ 42 نسمة بحسب إحصاء 2016.